# Palo Mulato (Zapotal)
Palo Mulato (Zapotal) es una localidad del municipio de Huimanguillo ubicado en la subregión de la Chontalpa del estado mexicano de Tabasco.

## Geografía
La localidad de Palo Mulato (Zapotal) se sitúa en las coordenadas geográficas 18°01′10″N 93°46′10″O / 18.019444, -93.769444, a una elevación de 10 metros sobre el nivel del mar.

## Demografía
Según el Conteo de Población y Vivienda 2020, efectuado por el Instituto Nacional de Estadística y Geografía, la localidad de Palo Mulato (Zapotal) tiene 1,184 habitantes, de los cuales 564 son del sexo masculino y 620 del sexo femenino. Su tasa de fecundidad es de 2.8 hijos por mujer y tiene 316 viviendas particulares habitadas.
| Gráfica de evolución demográfica de Palo Mulato (Zapotal) entre 1960 y 2020 |
|                                                                             |
| INEGI.                                                                      |